# Кузьмінець Олександр Васильович
Олександр Васильович Кузьмінець (нар. 7 вересня 1948, Спичинці) — український історик, педагог, доктор історичних наук з 1989 року, професор з 1990 року; академік Української академії історичних наук.

## Біографія
Народився 7 вересня 1948 року в селі Спичинцях Погребищенського району Вінницької області в селянській сім'ї. 1971 року закінчив історичний факультет Київського державного університету імені Т. Шевченка. Після закінчення навчання працював консультантом Українського товариства охорони пам'яток історії й культури (УТОПІК). Два роки проходив строкову службу в Радянській армії. У 1973—1977 роках — на комсомольській роботі.
З 1977 по 1979 рік навчався в аспірантурі Київського педагогічного інституту імені Горького. Науковий керівник — Петро Бакуменко. В 1979 році в Київському університеті захистив кандидатську, а у 1989 році — докторську дисертації. Обидві присвячені проблемам організації й діяльності загальноосвітньої та професійної школи, вихованню підростаючого покоління в Україні в 1960—1980-ті роки.
У 1979—1987 роках працював у Київському педагогічному інституті імені Горького: викладач, старший викладач, доцент, заступник декана філологічного факультету, у 1987—1995 роках — завідувач кафедри історії КПРС, політичної історії, історії України. З 1995 року — професор Української академії внутрішніх справ і професор кафедри історії України Київського педагогічного університету за сумісництвом. Заступник редактора та автор збірки «Наукові записки з української історії» (Випуски І-ІІІ. — Київ—Переяслав-Хмельницький,
1993, 1994, 1995).

## Наукова діяльність
Досліджує проблеми розвитку української культури та освіти, діяльність відомих діячів і вчених України. Автор і співавтор понад 100 наукових робіт, монографій, підручників, посібників. Праці:
- Роль пам'яток історії та культури у вихованні молоді. Київ, 1985;
- Діяльність Компартії України по зміцненню зв'язку школи з життям. — Київ, 1987;
- Історико-культурна спадщина і суспільний розвиток. Київ, 1990 (у співавторстві);
- Історія України. Навчальний посібник. — Київ, 1992 (у співавторстві);
- Історія України в особах. ХІХ-ХХ ст. — Київ, 1995 (у співавторстві);
- Історія держави та права України: Навчальний посіб. Київ, 2002 (у співавторстві з В. С. Калиновським);
- Шевченків край: Історико-етнографічне дослідження. Київ, 2008

Надрукував низку статей в «Українському історичному журналі», часописах «Архіви України», «Рідна школа», «Трибуна» й інших.
Підготував кандидатів і доктора історичних наук.

## Відзнаки
- Відмінник освіти України[2];
- Заслужений працівник освіти України[2];
- Премія імені академіка Петра Тронька (2014; за видання краєзнавчої літератури: монографій, нарисів, описів, путівників, довідників, окремих публікацій, циклів статей тощо)[1].